# Síndrome de privação de antidepressivos
A síndrome de privação de antidepressivos, também conhecida como síndrome de descontinuação de antidepressivos por razões comerciais , é uma condição que pode ocorrer após a interrupção, redução de dose, ou descontinuação de fármacos antidepressivos, incluindo inibidores seletivos da recaptação da serotonina (SSRIs) ou inibidores de recaptação da serotonina e norepinefrina (SNRIs). Os sintomas podem ser comuns aos da vulgar constipação e incluir alterações do sono, dos sentidos, do movimento, do humor e do pensamento. Os sintomas podem ser suaves, autolimitados e resolver sem tratamento, embora em alguns casos possam ser severos, persistindo ao longo de meses ou anos e podendo necessitar de um tratamento específico.

## Etiologia
O desenvolvimento de modelos animais para explicar o mecanismo responsável por este fenómeno clínico tem sido difícil e estão a ser necessários estudos em humanos. Uma possível explicação prende-se com o facto de sintomas de privação provocados pela redução ou descontinuação de fármacos psicotrópicos poderem ocorrer devido à rápida redução da disponibilidade de serotonina quando o tratamento é abruptamente interrompido. No entanto, o surgimento desta sintomatologia pode não ser exclusivamente mediado pelos receptores de serotonina, uma vez que a serotonina exerce também um papel regulador em outros sistemas de receptores químicos no cérebro. Deste modo, tentativas de explicar os determinantes deste fenómeno pertencem ainda ao campo da especulação. Até à data, pelo menos 3 possíveis sistemas de recetores têm sido sugeridos como possíveis contribuintes para a ocorrência desta síndrome: o sistema da serotonina, o sistema da noradrenalina e o sistema colinérgico [2]

## Impacto e prevalência
Infelizmente, ainda não foram realizados estudos na população geral ou em populações clínicas para saber a incidência e prevalência desta síndrome.

## ICD10
O código diagnóstico do ICD 10 relacionado com este tópico é o Y49. Refere-se a complicações devido a fármacos psicotrópicos não classificados em outra parte. Em particular, o código Y49.0 refere-se a antidepressivos tricíclicos e tetracíclicos; o código Y49.1 refere-se a antidepressivos inibidores da monoamina oxidase; o código Y49.2 serve para referência a outros antidepressivos (ou antidepressivos não especificados).

## Sinais e sintomas
Pessoas com sintomas de privação de antidepressivos têm estado sob o efeito continuado de antidepressivos durante semanas ou meses e, depois deste uso continuado, diminuíram ou descontinuaram a medicação. Os sintomas de privação podem ocorrer depois da descontinuação abrupta bem como depois de uma redução gradual. Uma lista completa de sintomas de privação após a redução ou descontinuação de ISRSs ou SNRIs está disponível abaixo e pode ser lida integralmente em Chouinard & Chouinard (2015).
| Sintomas gerais            | Sintomas de constipação/resfriado, sudorese, arrepios, calores, fadiga, fraqueza, cansaço, sonolência                                                                                                |
| Sintomas visuais           | Alterações da visão, visão desfocada |
| Sintomas cardiovasculares  | Tonturas, sensação de cabeça vazia, palpitações, dificuldade respiratória |
| Sintomas gastrointestinais | Diarreia, perda de fezes, dor abdominal, náuseas, vómitos, falta de apetite |
| Sintomas sensoriais        | Parestesias, sensação de choque elétrico, sensação de choque no cérebro, prurido, alteração do paladar, zumbido                                                                                      |
| Sintomas neuromusculares   | Mioclonia, inquietação, rigidez muscular, dor muscular, tremor, neuralgia, espasmos musculares, entorpecimento facial, dificuldade em coordenar movimentos                                           |
| Sintomas cognitivos        | Confusão, amnésia, desorientação, concentração diminuída |
| Sintomas afectivos         | Ansiedade, agitação, tensão, pânico, depressão, intensificação da ideação suicida, irritabilidade, impulsividade, agressividade, raiva, choro, labilidade afectiva, desrealização, despersonalização |
| Sintomas psicóticos        | Alucinações acústicas ou visuais |
| Problemas do sono          | Insónia, sonhos vívidos, pesadelos, hipersónia |
| Sintomas sexuais           | Ejaculação precoce, hipersensibilidade genital |

Em certos casos, sintomas de privação duram semanas ou meses; em alguns casos podem persistir durante meses ou anos. A paroxetina e a venlafaxina foram os primeiros antidepressivos a ser associados à privação quando reduzidos ou descontinuados, no entanto casos clínicos de síndrome de privação depois da redução ou descontinuação de sertralina, citalopram ou escitalopram foram recentemente publicados.

## Diagnóstico
Em 2015, Chouinard & Chouinard [3] publicaram os critérios de diagnóstico para síndromes de privação de ISRSs e SNRIs e identificaram 3 diagnósticos: novos sintomas de privação, sintomas ‘rebound’, perturbações pós-privação.
Novos sintomas de privação podem ser diagnosticados quando as seguintes condições estão reunidas:
- O ISRS ou SNRI foi descontinuado ou reduzido depois de um uso continuado de 6 meses;
- Um ou mais dos seguintes sintomas ocorreram: náuseas, cefaleias, tremor, alterações do sono, diminuição da capacidade de concentração, ansiedade, irritabilidade, agitação, agressividade, depressão ou disforia;
- Dois ou mais novos sintomas especificamente relacionados com a serotonina ocorreram;
- Os sintomas são caracterizados por um pico de ocorrência dentro de 36 – 96 h depois da interrupção ou redução da dose do ISRS/SNRI (dependendo da duração de ação do fármaco), e persistem até 6 semanas (dependendo da meia-vida plasmática terminal do fármaco);
- Os sintomas causam mal-estar clinicamente significativo ou prejuízo social, ocupacional ou em outras importantes áreas de funcionamento;
- Os sintomas não são devidos a uma condição médica e não são melhor explicados por outra perturbação mental ou pelo uso de substâncias.

Sintomas de privação ‘rebound’ podem ser diagnosticados quando as seguintes condições estão reunidas:
- O ISRS ou SNRI foi descontinuado ou reduzido depois de um uso continuado de 6 meses;
- Reaparecimento de sintomas iniciais (e.g. ansiedade, ansiedade psíquica, ansiedade somática, pânico, agitação, insónia, depressão, disforia, obsessões, compulsões) e pelo menos 4 dos seguintes critérios: maior intensidade de sintomas comparativamente ao período que antecedeu o tratamento, rápido aparecimento de sintomas; crença psicológica transitória e reversível da necessidade do fármaco; melhoria rápida de sintomas depois da reintrodução do fármaco;
- Os sintomas são caracterizados por um pico de ocorrência dentro de 36 – 96 h depois da interrupção ou redução da dose do ISRS/SNRI (dependendo da duração de ação do fármaco), e persistem até 6 semanas (dependendo da meia-vida plasmática terminal do fármaco);
- Os sintomas causam mal-estar clinicamente significativo ou prejuízo social, ocupacional ou em outras importantes áreas de funcionamento;
- Os sintomas não são devidos a uma condição médica e não são melhor explicados por outra perturbação mental ou pelo uso de substâncias.

Finalmente, a perturbação pós-privação persistente pode ser diagnosticada quando as seguintes condições estão reunidas:
- O ISRS ou SNRI foi descontinuado ou reduzido depois de um uso continuado de 6 meses;
- Um ou mais dos seguintes: reaparecimento da doença original com uma intensidade superior à que existia antes do tratamento e/ou aparecimento da doença original com sintomas adicionais (e.g. características melancólicas de depressão); aparecimento de sintomas relacionados com a emergência de novas perturbações mentais;
- Os sintomas persistem por mais de 6 semanas depois da interrupção ou redução do fármaco e são caracterizados por dois ou mais dos seguintes critérios: maior severidade da doença comparativamente ao período que antecedeu o tratamento; reversível com remissão total ou parcial; resposta total ou parcial à reintrodução do fármaco descontinuado;
- Os sintomas são caracterizados por um pico de ocorrência que varia entre 24 horas e 6 semanas depois da interrupção ou redução da dose do ISRS/SNRI (dependendo da duração de ação e farmacologia do fármaco) e pode persistir por alguns meses ou mais;
- Os sintomas causam mal-estar clinicamente significativo ou prejuízo social, ocupacional ou em outras importantes áreas de funcionamento;
- Os sintomas não são devidos a uma condição médica e não são melhor explicados por outra perturbação mental ou pelo uso de substâncias.

## Avaliação
Até ao momento, apenas uma ferramenta de avaliação de sintomas de privação de antidepressivos foi desenvolvida. É designada de Discontinuation-Emergent Signs and Symptoms (DESS). Esta ferramenta não é diagnóstica e, até ao momento, apenas existe na versão Inglesa.

## Duração
Os sintomas podem durar semanas, meses ou anos. A estratégia para restaurar a medicação descontinuada não é baseada na evidência. Alguns casos clínicos sugeriram abordar de diferentes formas (ver abaixo).

## Prevenção e tratamento
A síndrome de privação de antidepressivos não pode ser prevenida através da descontinuação gradual do fármaco. Possíveis opções terapêuticas para síndromes de privação incluem: a. tomar a medicação como foi prescrita e, quando for para descontinuar, fazê-lo gradualmente. Quando da descontinuação de um antidepressivo com uma baixa meia-vida, a troca deste por um de meia-vida maior (e.g. fluoxetina) com subsequente descontinuação do segundo antidepressivo pode diminuir a severidade ou a probabilidade de ocorrência de sintomas[2] b. uso de clonazepam [3]; c. uso de psicoterapia cognitivo-comportamental específica.